# World Baseball Classic
De World Baseball Classic (WBC) is een vierjaarlijks internationaal honkbaltoernooi voor landenteams. Het toernooi wordt gespeeld onder auspiciën van de World Baseball Softball Confederation (WBSC) -sinds 2013 de fusie tussen de International Baseball Federation (IBAF) en de International Softball Federation (ISF)- en is geïnitieerd door de Major League Baseball, de Major League Baseball Players Association en andere professionele baseballcompetities en hun spelersorganisaties over de hele wereld.
De World Baseball Classic is het eerste toernooi waarin ook (prof)spelers uit de Major League Baseball (MLB) meedoen. Zo ontbraken deze spelers in het verleden altijd op de Olympische Spelen omdat deelname aan het toernooi hun door hun clubs werd verboden, omdat het niet paste in het seizoen van de Major League clubs. Tot 1998 was het wereldkampioenschap honkbal enkel voorbehouden voor amateursspelers, maar ook hierna stond de MLB ook hier niet toe dat hun (belangrijkste) spelers hieraan deelnamen.
Nadat in 2011 het laatste WK-toernooi werd georganiseerd werd de winnaar van de WBC 2013 ook als de nieuwe wereldkampioen aangemerkt. Hierna werd deze titel vergeven in het vierjaarlijkse toernooi WBSC Premier 12 die in 2015 voor het eerst werd georganiseerd.

## Historie
De eerste WBC werd aangekondigd in 2005. Eigenaars, voornamelijk New York Yankees' eigenaar George Steinbrenner, waren bezorgd dat een van hun sterspelers een blessure zou oplopen tijdens dit internationale toernooi. Dit was trouwens ook een zorg van de baseball-unie, maar hun doel was de dopingcontroles in te voeren in dit toernooi. Uiteindelijk werd een deal bereikt over een speler-verzekering en een standaard dopingcontrole.
De eerste editie van dit toernooi vond, met een jaar uitstel, plaats in 2006, het tweede werd in 2009 gespeeld. Aan beide edities namen dezelfde zestien landen deel.
De derde editie van dit toernooi vond plaats in 2013. Voor het toernooi van 2013 liet de IBAF de twaalf landen die op de editie van 2009 ten minste een wedstrijd hadden gewonnen direct toe tot de deelnemende zestien. De vier landen die geen enkele wedstrijd hadden gewonnen (Canada, Panama, Taiwan en Zuid-Afrika) moesten met twaalf daartoe uitgenodigde landen kwalificatiewedstrijden spelen voor vier plaatsen bij de laatste zestien. Canada en Taiwan slaagden erin zich alsnog te plaatsen. Brazilië en Spanje kwalificeerden zich voor hun eerste deelname aan de WBC.
Voor de editie in 2017 waren de twaalf landen die in in het toernooi van 2013 in de eerste ronde als 1e, 2e en 3e eindigden in hun groep direct gekwalificeerd voor het hoofdtoernooi. De vier landen die als 4e eindigden (Australië, Brazilië, Mexico en Spanje) konden zich, samen met twaalf andere landen, proberen te plaatsen via kwalificatie. Australië en Mexico slaagden hierin. Colombia en Israël plaatsten zich hierbij voor de eerste keer.

## Finales
| Jaar | Editie | Plaats        | Winnaar                | Uitslag   | Finalist         |
| ---- | ------ | ------------- | ---------------------- | --------- | ---------------- |
| 2006 | I      | San Diego     | Japan                  | 10–6      | Cuba             |
| 2009 | II     | Los Angeles   | Japan                  | 05–3 (10) | Zuid-Korea       |
| 2013 | III    | San Francisco | Dominicaanse Republiek | 03–0      | Puerto Rico      |
| 2017 | IV     | Los Angeles   | Verenigde Staten       | 08–0      | Puerto Rico      |
| 2023 | V      | Miami         | Japan                  | 03–2      | Verenigde Staten |
| 2026 | VI     |               |                        |           |                  |

## Deelnemers
| Land                                                              | Prestatie       |
| ----------------------------------------------------------------- | --------------- |
| Japan                                                             | Winnaar         |
| Cuba                                                              | Finalist        |
| Dom. Republiek Zuid-Korea                                         | Halvefinalisten |
| Mexico Puerto Rico Venezuela Verenigde Staten                     | 2e ronde        |
| Australië Canada China Italië Nederland Panama Taiwan Zuid-Afrika | 1e ronde        |

| Land                                  | Prestatie                         |
| ------------------------------------- | --------------------------------- |
| Japan                                 | Winnaar                           |
| Zuid-Korea                            | Finalist                          |
| Venezuela Verenigde Staten            | Halvefinalisten                   |
| Cuba Mexico Nederland Puerto Rico     | 2e ronde                          |
| Australië China Dom. Republiek Italië | 1e ronde + geplaatst voor 2013    |
| Canada Panama Taiwan Zuid-Afrika      | 1e ronde + kwalificatie voor 2013 |

| Land | Prestatie                         |
| --- | --------------------------------- |
| Dom. Republiek | Winnaar                           |
| Puerto Rico | Finalist                          |
| Japan Nederland | Halvefinalisten                   |
| Cuba Italië Taiwan * Verenigde Staten                                                                                        | 2e ronde                          |
| Canada * China Venezuela Zuid-Korea                                                                                          | 1e ronde + geplaatst voor 2017    |
| Australië Brazilië * Mexico Spanje *                                                                                         | 1e ronde + kwalificatie voor 2017 |
| Colombia Duitsland Filipijnen Frankrijk Groot-Brittannië Israël Nicaragua Nieuw-Zeeland Panama Thailand Tsjechië Zuid-Afrika | kwalificatie                      |

| Land | Prestatie                         |
| --- | --------------------------------- |
| Verenigde Staten | Winnaar                           |
| Puerto Rico | Finalist                          |
| Japan Nederland | Halvefinalisten                   |
| Cuba Dom. Republiek Israël * Venezuela                                                                                       | 2e ronde                          |
| Australië * Colombia * Italië Zuid-Korea                                                                                     | 1e ronde + geplaatst voor 2021    |
| Canada China Mexico * Taiwan                                                                                                 | 1e ronde + kwalificatie voor 2021 |
| Brazilië Duitsland Filipijnen Frankrijk Groot-Brittannië Nicaragua Nieuw-Zeeland Pakistan Panama Spanje Tsjechië Zuid-Afrika | kwalificatie                      |

| \| Land \| Prestatie \| \| ------------------------------------------------------------------------------------------- \| ------------------------------ \| \| Japan \| Winnaar \| \| Verenigde Staten \| Finalist \| \| Mexico Cuba \| Halvefinalisten \| \| Venezuela Australië Puerto Rico Italië \| Kwartfinalisten \| \| Zuid-Korea Dom. Republiek Canada Nederland Panama * Verenigd Koninkrijk * Tsjechië * Israël \| 1e ronde + geplaatst voor 2026 \| \| Taiwan Colombia Nicaragua * China \| kwalificatie \| * via kwalificatie |                                |
| Land | Prestatie                      |
| Japan | Winnaar                        |
| Verenigde Staten | Finalist                       |
| Mexico Cuba | Halvefinalisten                |
| Venezuela Australië Puerto Rico Italië | Kwartfinalisten                |
| Zuid-Korea Dom. Republiek Canada Nederland Panama * Verenigd Koninkrijk * Tsjechië * Israël | 1e ronde + geplaatst voor 2026 |
| Taiwan Colombia Nicaragua * China | kwalificatie                   |

2006 · 2009 · 2013 · 2017 · 2023 · 2026
Kwalificatie: 2013 · 2017 · 2023